# Павлов, Михаил Григорьевич
Михаи́л Григо́рьевич Па́влов (1792—1840) — русский агробиолог и натурфилософ, основоположник теории земледелия в России; ординарный профессор Московского университета; директор Московской земледельческой школы.

## Биография
Родился 1 (12) ноября 1792 года в г. Елец Орловской губернии (по информации энциклопедии «Кругосвет», в Воронеже) в семье священника Воронежской епархии.
Окончил в 1812 году Воронежскую духовную семинарию и поступил в Императорский Харьковский университет, откуда в 1813 году перевёлся в московское отделение Медико-хирургической академии. В октябре 1814 году был принят в казённокоштные студенты физико-математического факультета Московского университета. Летом 1815 года Павлов досрочно сдал экзамены для получения степени кандидата физико-математических наук, представил сочинение «О водородном газе, его видах, свойствах и употреблении» (признано лучшим и удостоено золотой медали); принят в число демидовских стипендиатов и оставлен при кафедре натуральной истории. Одновременно Павлов продолжал образование по медицинскому факультету: в 1816 году награждён серебряной медалью за сочинение по анатомии и физиологии, в 1817 успешно сдал экзамены на степень доктора по медицинскому факультету, а весной 1818 после представления диссертации «О питании зародыша в теле человеческом» удостоен степени доктора медицины. Окончив, таким образом, два факультета, Павлов успешно совмещал преподавание физики и сельского домоводства, работу в Музее естественной истории с должностью в Медицинском институте при Московском университете.
После этого он был командирован Советом университета на два года за границу для специального изучения естественной истории и сельского домоводства. Учился во Франции и Германии; изучал сельское хозяйство у Теэра. Кроме этого он изучал натур-философскую систему Шеллинга, которую в дальнейшем старался распространять всеми находившимися в его распоряжении способами.
В 1820 году вернулся в Москву и с 1821 года состоял в должности экстраординарного профессора Московского университета, заведовал кафедрой минералогии и сельского домоводства; в 1824—1828 годах — ординарный профессор этой кафедры; читал курсы «Земледельческая химия» (М., 1825) и «Минералогия». В 1825 году М. Г. Павлов был членом Училищного комитета, в 1826 году — инспектором университетского Благородного пансиона. В 1831 году открыл частный благородный пансион, среди воспитанников которого были люди, впоследствии заявившие о себе на самых разных поприщах.
В 1828—1835 годах М. Г. Павлов состоял ординарным профессором кафедры теоретической и опытной физики отделения физических и математических наук. С 1836 года — ординарный профессор кафедры технологии, сельского хозяйства, лесоводства и архитектуры физико-математического отделения философского факультета; читал курс сельского хозяйства. В 1837 году напечатал двухтомный «Курс сельского хозяйства».
В 1837 году М. Г. Павлов приобрёл подмосковную усадьбу Нагорново, где летом проходили практические занятия для учащихся Земледельческой школы, директором которой с 1822 года он был. Поклонник Шеллинга, Павлов и в сельском хозяйстве видел одни теоретические проблемы и с легкостью переносил на русскую почву выводы сельскохозяйственной науки европейских стран, переделывая русское сельское хозяйство по иностранным образцам и не учитывая особенности российской природы. А. И. Герцен писал: «Физике было мудрено научиться на его лекциях, сельскому хозяйству — невозможно…», а А. Н. Энгельгард: «Русское сельское хозяйство переделывать по иностранным образцам никуда не годится и есть труд напрасный, неуместный и разорительный…»
Издавал журналы «Атеней» (1828—1830) и «Русский земледелец» (1838—1839).

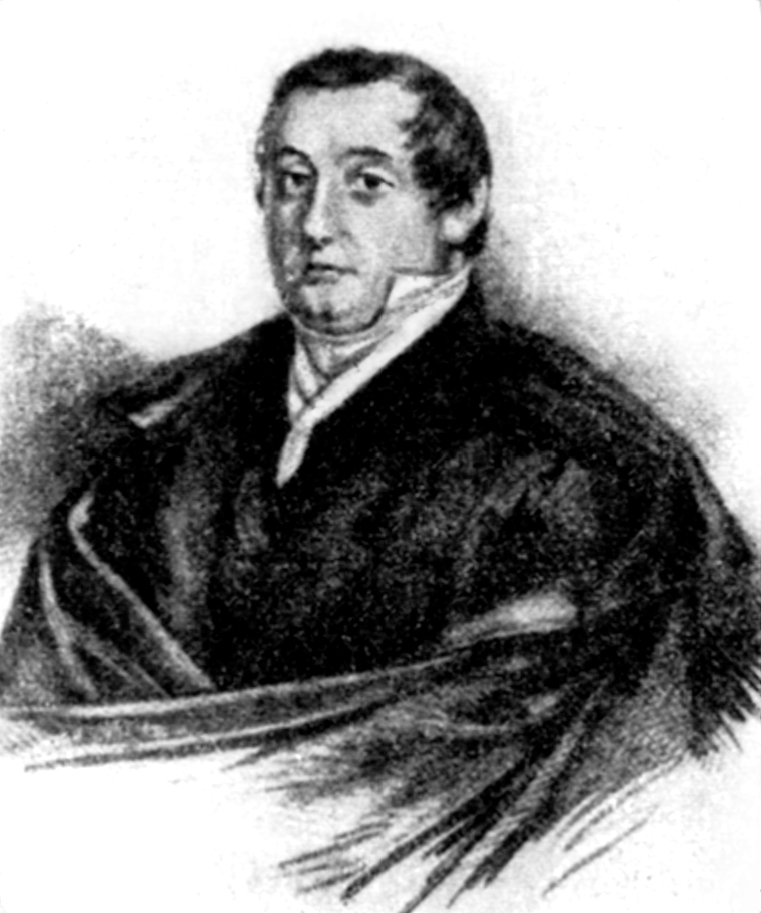
М. Г. Павлов

В 1839 году появилась его статья «Общий чертеж наук» («Отечественные записки». — 1839. — № 11).
Умер в Москве 9 (21) апреля 1840 года. Похоронен на Ваганьковском кладбище.

## Натурфилософ
Его лекции касались и самых кардинальных философских проблем. Первоначально он выступал как метафизический материалист (О пустоте в природе // «Вестник Европы». — 1817. — № 5). Познакомившись с немецкой философией, особенно с натурфилософией Ф. В. Шеллинга — Л. Окена, Павлов перешёл на позиции идеализма (О полярно-атомической теории в химии // «Новый магазин естественной истории…» 1821. — Ч. 2. — № 3—4; О способах исследования природы // «Мнемозина». Ч. 4. — М., 1825.), развивая на этой философской основе принципы идеалистической диалектики и общую «теорию вещества» (идея универсальности движения, взаимосвязанности и законосообразности явлений, их противоречивости, единства природы и сил, лежащих в её основе).
В главном натурфилософском труде «Основания физики» (Ч. 1—2. — М., 1833—1836) он рассматривал науку как систему понятий, объясняющую действительность, дающую руководство для овладения природой и целесообразного использования её сил, а также формирующую познавательную способность человека. В этом труде Павлова полностью отсутствовали приложения математики к анализу явлений природы.
Своей педагогической и журналистской деятельностью он оказал большое влияние на формирование молодого поколения России конца 1820—1830-х гг., что отмечали А. И. Герцен, В. Г. Белинский, Н. В. Станкевич и другие известные русские мыслители. Похоронен на Ваганьковском кладбище (2 уч.).

## Награды
- Орден Святого Владимира 4-й ст. (1829)
- Орден Святого Станислава 3-й ст. (1834)
- Орден Святой Анны 2-й ст. (1836)